# レイン・フェニックス
レイン・フェニックス（Rain phoenix、本名：レインボー・ジョアン・オブ・アーク・フェニックス/Rainbow Joan of Arc Phoenix、旧姓:ボトム/Bottom、1972年11月21日 -）は、アメリカの女優・ミュージシャン・歌手である。テキサス州のクロケット出身。2男3女、5人兄弟の長女で、俳優リヴァー・フェニックスは兄、ホアキン・フェニックスは弟、女優サマー・フェニックスは妹にあたる。

## 概要
両親がファミリー・インターナショナルの宣教師であったため、南米を旅しながら育ち、時には家計のために街角で歌を歌うこともあったという。後にアメリカに戻り、フロリダ大学で学んだ。1987年から時々映画にも出演しているが、本業はバンド The Paper Cranes のリードシンガーである。また、レッド・ホット・チリ・ペッパーズのツアーにバックシンガーとして同行したこともある。

## 出演
- O O (2001)
- カウガール・ブルース Even Cowgirls Get the Blues (1993)
- ストレンジャー・インサイド Stranger Inside (2001)
- 最後の恋のはじめ方 Hitch (2005)